# 刘党
刘党（58年—96年5月28日），東漢明帝的第四子，生母不详。

## 生平
東漢永平九年（66年），刘党赐号重熹王。永平十五年（72年），刘党封乐成王。刘党聪惠，善《史书》，喜正文字。与汉章帝同年出生，尤相亲爱。建初四年（79年），以清河郡之游、观津，勃海郡之东光、成平，涿郡之中水、饶阳、安平、南深泽八县益乐成国。汉章帝驾崩，其年刘党就国。
刘党急刻，不遵法度。制度禁宫人出嫁，不得嫁给诸国。原为掖庭技人的哀置，嫁给男子章初为妻，刘党召哀置入宫与她私通，章初欲上书告之，刘党恐惧，乃密密买通哀置之姊焦使杀章初。事发觉，刘党缢杀内侍三人，来杀人灭口。又娶故中山简王刘焉傅婢李羽生为小妻。
永元七年（95年），国相举报。汉和帝下诏削东光、鄡二县。永元八年四月癸亥（96年5月28日），刘党去世，谥号靖，其子哀王劉崇嗣位。

## 子孙后代

### 劉崇
乐成哀王刘崇（？—96年），刘党之子。汉和帝永元八年（96年），劉党薨，劉崇嗣为乐成王（治所在信都县，今河北省冀州市）。劉崇在位二个月薨，无子嗣，国绝。次年，汉和帝立刘崇之兄修侯刘巡为乐成王。

### 劉巡
樂成釐王劉巡（？—111年8月19日），劉黨之子、劉崇之兄。初封脩侯。97年5月27日，晉封樂成王。111年8月19日薨，諡號釐。

### 劉賓
乐成隐王劉賓（？—119年），刘党之孙，刘巡之子。汉安帝永初五年（111年）六月甲辰，劉巡薨，劉賓嗣为乐成王（治所在信都县，今河北省衡水市冀州区）。劉賓在位八年，元初六年（119年）六月丁丑，劉賓薨，无子嗣，国绝。
| 前任： 無 | 東漢重熹王 66年－72年在位 | 繼任： 無   |
| 前任： 無 | 東漢乐成王 72年－96年在位 | 繼任： 刘崇 |

## 延伸阅读
[在维基数据编辑]
 《後漢書/卷50》，出自范晔《後漢書》